# Mini (марка аутомобила)
Мини је британски произвођач малих аутомобила, који се налази у саставу BMW-а од 1994. године.

## Историја
Оригинални Мини је био икона британских малих аутомобила произвођача British Motor Corporation и његових наследника. Оригинални Мини се производио од 1959. до 2000. године. Први пут на тржишту се појавио 1959. године, а самостална марка аутомобила постаје 1969. године. На почетку је носио називе Остин севен (Austin Seven) или Морис мини-минор (Morris Mini-Minor), асоцирајући на две марке компаније Бритиш мотор корпорејшн. У разним варијантама звао се и кантримен (countryman), моук (moke), 1275GT, клабмен (clubman) и купер (cooper), мини са побољшаним перформансама.
Мини је имао неколико власника. Првобитно га је производила British Motor Corporation, која је 1966. године постала део British Motor Holdings. British Motor Holdings се спаја са Leyland Motors 1968. и формира се British Leyland. Осамдесетих година 20. века British Leyland доживљава банкрот, а Ровер група која је од 1988. године део British Aerospace (BAe), преузима Мини. 1994. године Ровер групу од BAe преузима BMW. Године 2000, Ровер група се услед финансијске кризе распала, а BMW задржава бренд Мини у свом власништву.
Мини је учествовао на рели тркама у Монте Карлу са моделом Mini Cooper S, освојивши прво место 1964, 1965. и 1967. године.
Тренутно Мини производи моделе хач (као наследник оригиналног Минија), клабмен (караван), кантримен (кросовер) и пејсмен (мини кросовер са троја врата). Хач и клабмен се производе у Оксфорду у Енглеској, а кантримен и пејсмен у погону Magna Steyr у Аустрији. Моделе које је производио су Мини (1959–2000), Mini Moke (1964–1993), Mini E (2009–2010), Mini Coupé and Roadster (2010–2015).

## Галерија
- Мини хач
- Мини кантримен
- Мини клабмен